# Ханаан
 Тази статия е за историческата област.  За библейския персонаж вижте Ханаан (човек).  За вестника, излизал в София в 1901 година, вижте Ханаан (1901).
Ханаа́н (финикийски kĕnaʿan, на иврит: כְּנַעַן; на арабски: کنعان) е древното наименование на района в западната част на Плодородния полумесец, включващ в територията си съвременен Израел и Ливан, Палестинските територии, и крайбрежните части на Йордания, Сирия и северозападен Египет. Имената Ханаан и ханаанци се срещат в писмени паметници с месопотамски, египетски и финикийски произход, датиращи от около XV век пр. Хр., както и в Стария завет. Според тях Ханаан обхваща цяла днешна Сирия и Палестина, или само земите на запад от река Йордан, или само тясна крайбрежна ивица от Акра на север. Израилтяните завоюват Ханаан към края на 2-рото хилядолетие пр. Хр. В еврейската Библия „земята на Ханаан“ се простира от Ливан на юг към Газа до „реката на Египет“ (Нил), и на изток до долината на река Йордан, като по този начин включва съвременен Израел и Палестинските територии. В древността южният район бил населяван от различни етнически групи. В писмата от Ел-Амарна, открити в Древен Египет, се споменава Канаан (акадски: Kinaḫḫu) като име на района, включващ Газа и други градове по финикийския бряг и Горна Галилея. Много по-ранни египетски източници споменават също многобройни военни действия, провеждани в Ка-на-на, вътре в Азия.

## Етимология
Произходът на термина е неясен, но може да произлиза от стара семитска дума за „пурпурно червено“ и се свързва с боята с този цвят, произвеждана в района или с вълната, боядисана в същия цвят. В Библията ханаанците се споменават в Битие като потомци на Ханаан, син на Хам и внук на Ной.

## Археологически разкопки
Археологически разкопки са правени на различни ханаански обекти. Ханаанците говорели ханаански, близкородствен на западносемитските езици. Ханаанците са споменавани в Библията, в месопотамски и древноегипетски текстове. Въпреки че жителите на древния Угарит в днешна Сирия изглежда не са считали себе си за ханаанци и не говорели ханаански език (но много близък на него, угаритски) археолозите смятат града, открит през 1928 г., за типично ханаански. Това, което се знае днес за ханаанците, се дължи предимно на разкопките в този район. Ханаанската култура се е развила на това място от Циркум-арабския номадски пасторален комплекс, който се развил от сливането на харифийската култура на ловците с предгрънчарските неолитни Б земеделски култури по време на климатичната криза от 6200 г. пр.н.е.